# Neurolyga semicircula
Neurolyga semicircula är en tvåvingeart som först beskrevs av Bu 1996.  Neurolyga semicircula ingår i släktet Neurolyga och familjen gallmyggor. Arten är reproducerande i Sverige. Inga underarter finns listade i Catalogue of Life.